# قطعنامه ۱۳۶۰ شورای امنیت
قطعنامه  ۱۳۶۰ شورای امنیت سازمان ملل متحد که در تاریخ ۰۳ جولای ۲۰۰۱ تصویب شد، سندی بین‌المللی دربارهٔ بررسی وضعیت میان عراق و کویت است. این قطعنامه طی نشست ۴۳۴۴ام با ۱۵ رای موافق، ۰ مخالف و ۰ ممتنع تصویب شد.